# جابجایی استوکس

نمودار جابجایی اِستوکس بین طیف‌های نور جَذبِش و گُسیلِش

جابجایی اِستوکس (به انگلیسی: Stokes shift)، اختلاف (برحسب واحدهای انرژی، عدد موج یا فرکانس) بین موقعیت‌های بیشینه باند طیف‌های جَذبِش و گُسیلِش (فلورسانس و رامان دو نمونه هستند) از یک گذار الکترونی یکسان است. این نام به افتخار فیزیکدان ایرلندی جورج گابریل استوکس نامگذاری شده است.

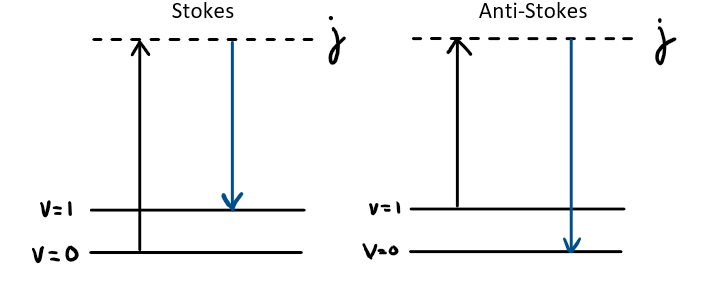
برای اِستوکس (چپ)، مولکول از یک سطح انرژی ارتعاشی (v=۰) به یک حالت مجازی (j) برانگیخته می‌شود. پراکنش استوکس نشان می‌دهد که انرژی گُسیل‌شده کمتر از انرژی جذب‌شده است. نمودار پاداِستوکس (راست) نشان می‌دهد که انرژی گسیل‌شده بیشتر از انرژی جذب‌شده است.

وقتی یک سامانه (چه یک مولکول باشد و چه اتم) فوتونی را جذب می‌کند، انرژی به دست می‌آورد و وارد حالت برانگیخته می‌شود. این سامانه می‌تواند با گسیل یک فوتون، به حالت آرامش برسد. جابجایی استوکس زمانی رخ می‌دهد که انرژی فوتون گسیل‌شده کمتر از فوتون جذب‌شده باشد، که نشان‌دهنده اختلاف انرژی دو فوتون است.
جابجایی استوکس در درجه اول نتیجه دو پدیده است: آرامش ارتعاشی یا اِتلاف و سازماندهی مجدد حلال. فلوئورسازه بخشی از یک مولکول با گشتاور دوقطبی است که از خود فلورسانس نشان می‌دهد. وقتی یک فلوئورسازه وارد حالت برانگیخته می‌شود، گشتاور دوقطبی آن تغییر می‌کند، اما مولکول‌های حلال اطراف نمی‌توانند به این سرعت خود را تنظیم کنند. تنها پس از آرامش ارتعاشی، گشتاورهای دوقطبی آنها دوباره همسو می‌شوند.
جابجایی‌های استوکس را می‌توان در واحدهای طول‌موج نیز بیان کرد، اما این واحد نسبت به واحدهای انرژی، عدد موج یا فرکانس، معنای کمتری دارد زیرا به طول‌موج جذب بستگی دارد. برای مثال، یک جابجایی استوکس ۵۰ نانومتری از جذب در طول‌موج ۳۰۰ نانومتر، از نظر انرژی بزرگتر از یک جابجایی استوکس ۵۰ نانومتری از جذب در طول‌موج ۶۰۰ نانومتر است.

## فلورسانس استوکس

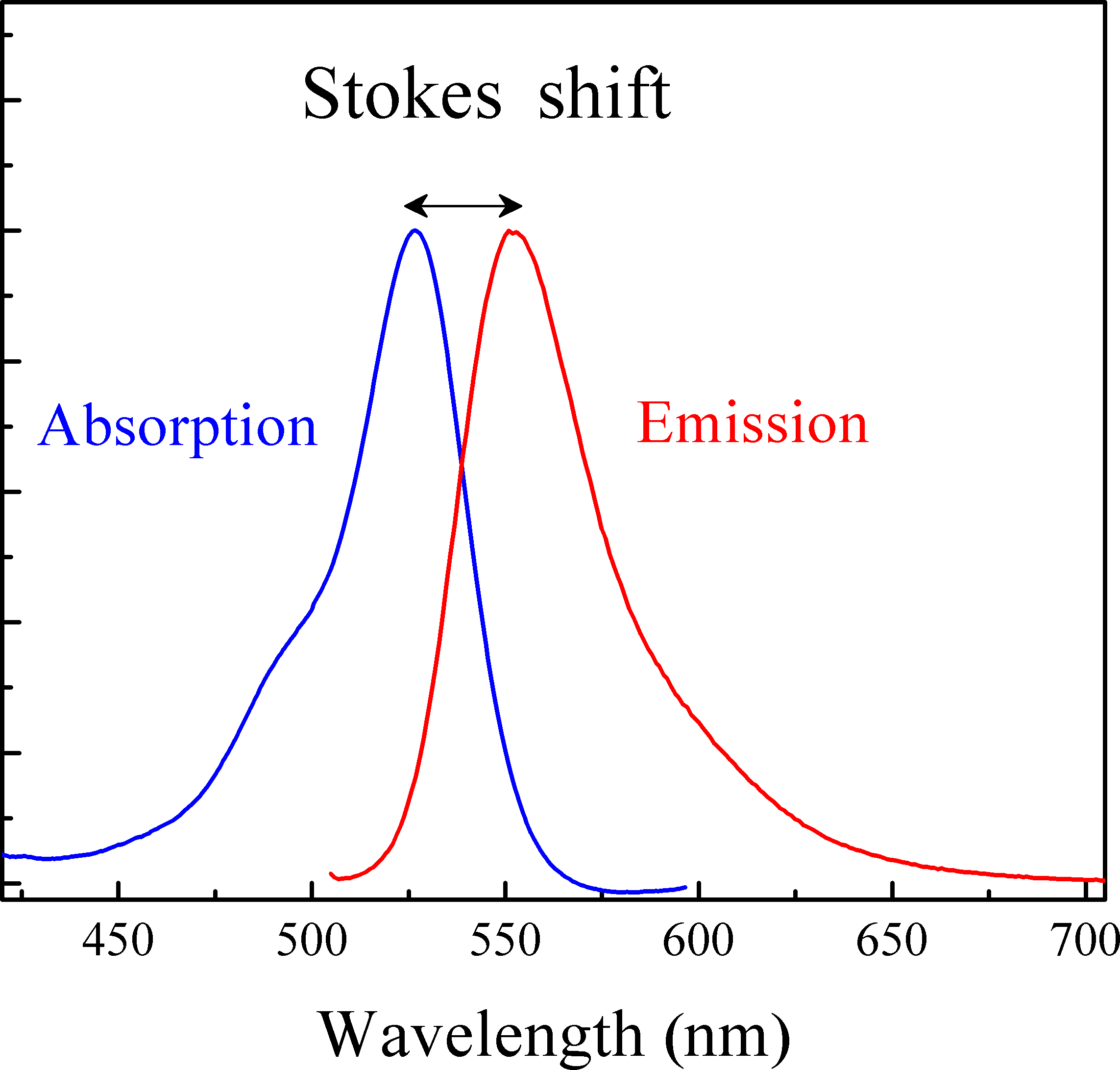
طیف‌های جذبش و گسیلش رودامین ۶جی با جابجایی استوکس در حدود ۲۵ نانومتر

فلورسانس استوکس، گسیل فوتونی با طول‌موج بلندتر (فرکانس یا انرژی پایین‌تر) توسط مولکولی است که فوتونی با طول‌موج کوتاه‌تر (فرکانس یا انرژی بالاتر) را جذب کرده است. هم جذبش و هم تابش (گسیلش) انرژی برای یک ساختار مولکولی خاص، متمایز هستند. اگر ماده‌ای دارای شکاف نواری مستقیم در محدوده نور مرئی باشد، نوری که به آن تابیده می‌شود جذب می‌شود که این امر الکترون‌ها را به حالت انرژی بالاتر برانگیخته می‌کند. الکترون‌ها حدود 8−10 ثانیه در حالت برانگیخته باقی می‌مانند. این عدد بسته به نمونه، چندین مرتبه بزرگی تغییر می‌کند و به عنوان طول‌عمر فلورسانس نمونه شناخته می‌شود. پس از از دست دادن مقدار کمی انرژی از طریق آرامش ارتعاشی، مولکول به حالت پایه بازمی‌گردد و انرژی گسیل می‌شود.

## کاربردهای جابجایی‌های اِستوکس و پاداِستوکس
اگر فوتون گسیل‌شده انرژی بیشتری نسبت به فوتون جذب‌شده داشته باشد، اختلاف انرژی، جابجایی پاداِستوکس نامیده می‌شود؛ این انرژی اضافی از اتلاف فونون‌های حرارتی در یک شبکه بلوری ناشی می‌شود و در این فرایند بلور را خنک می‌کند. جابجایی‌های پاداِستوکس همچنین ممکن است به‌دلیل فرآیندهای نابودی سه‌تایی-سه‌تایی (triplet-triplet annihilation) باشند که منجر به تشکیل حالت‌های یکتایی بالاتر می‌شوند که در انرژی‌های بالاتر گسیل می‌شوند.

### طیف‌سنجی رامان
در طیف‌سنجی رامان، هنگامی که یک مولکول توسط تابش فرودی برانگیخته می‌شود، دچار جابجایی استوکس می‌شود زیرا تابشی با سطح انرژی پایین‌تر از تابش فرودی منتشر می‌کند. تجزیه و تحلیل شدت و فرکانس تغییر طیفی، اطلاعات ارزشمندی در مورد مدهای ارتعاشی مولکول‌ها ارائه می‌دهد و امکان شناسایی پیوندهای شیمیایی، گروه‌های عاملی و صورت‌بندی‌های مولکولی را فراهم می‌کند.

### ایتریم اُکسی‌سولفید
ایتریم اُکسی‌سولفید (Y
2O
2S آلاییده شده با گادولینیوم اکسی‌سولفید (Gd
2O
2S یک رنگدانه پاداِستوکس صنعتی رایج است که در فروسرخ نزدیک جذب و در ناحیه مرئی طیف گسیل می‌کند. این ماده ترکیبی اغلب در کاربردهای لومینسانس مورد استفاده قرار می‌گیرد، جایی که فوتون‌های کم‌انرژی‌تر را جذب و فوتون‌های پرانرژی‌تر را گسیل می‌کند. این ویژگی منحصر به فرد، آن را به ویژه در زمینه‌های مختلف فناوری، از جمله چاپ امنیتی، اقدامات ضدجَعل و نمایشگرهای نورتاب، ارزشمند می‌کند. با مهار فلورسانس پاداِستوکس، این رنگدانه امکان ایجاد پوشش‌ها و جوهرهای درخشان و بادوام و موادی با قابلیت دید و احراز هویت پیشرفته را فراهم می‌کند.

### تبدیل افزایشی فوتون
تبدیل افزایشی فوتون یک فرایند پاداِستوکس است که در آن فوتون‌های کم‌انرژی‌تر به فوتون‌های پرانرژی‌تر تبدیل می‌شوند. نمونه‌ای از این فرایند بعدی با نانوذراتِ با تبدیلِ افزایشی نشان داده شده است. این پدیده بیشتر در طیف‌سنجی رامان مشاهده می‌شود، جایی که می‌توان از آن برای تعیین دمای یک ماده استفاده کرد.

### افزاره‌های اپتوالکترونیکی
در لایه‌های نیم‌رسانای لایه‌نازک با شکاف انرژی مستقیم، گسیلش جابجایی استوکس می‌تواند از سه منبع اصلی ناشی شود: آلایش، کرنش و بی‌نظمی. هر یک از این عوامل می‌توانند تغییراتی در سطوح انرژی ماده نیم‌رسانا ایجاد کنند و منجر به تغییر در نور گسیل‌شده به سمت طول‌موج‌های بلندتر در مقایسه با نور فرودی شوند. این پدیده به ویژه در افزاره‌های اپتوالکترونیکی که کنترل این عوامل می‌تواند برای بهینه‌سازی عملکرد افزاره بسیار مهم باشد، اهمیت دارد.